# Дачесс (округ, Нью-Йорк)
Шаблон:StateAbbr_ 41°46′ пн. ш. 73°45′ зх. д. / 41.76° пн. ш. 73.75° зх. д.
Округ Дачесс (англ. Dutchess County) — округ (графство) у штаті Нью-Йорк, США. Ідентифікатор округу 36027.

## Історія
Округ утворений 1683 року.

## Демографія
За даними перепису 
2000 року 
загальне населення округу становило 280150 осіб, зокрема міського населення було 198688, а сільського — 81462.
Серед мешканців округу чоловіків було 140127, а жінок — 140023. В окрузі було 99536 домогосподарств, 69201 родин, які мешкали в 106103 будинках.
Середній розмір родини становив 3,16.
Віковий розподіл населення поданий у таблиці:
| Стать    | До 15 років | 15-21 | 22-29 | 30-39 | 40-49 | 50-65 | 65-85 | Понад 85 |
| -------- | ----------- | ----- | ----- | ----- | ----- | ----- | ----- | -------- |
| Чоловіки | 30099       | 14940 | 12666 | 23146 | 23296 | 21875 | 12973 | 1132     |
| Жінки    | 28576       | 14096 | 11388 | 21882 | 22401 | 22095 | 16634 | 2951     |

## Суміжні округи
- Колумбія — північ
- Беркшир — північний схід
- Лічфілд — схід
- Ферфілд — південний схід
- Патнем — південь
- Орандж — південний захід
- Ольстер — захід

## Виноски
1. ↑  U.S. Decennial Census. United States Census Bureau. Архів оригіналу за 26 квітня 2015. Процитовано 4 січня 2015.
2. ↑  Historical Census Browser. University of Virginia Library. Архів оригіналу за 11 серпня 2012. Процитовано 4 січня 2015.
3. ↑  Population of Counties by Decennial Census: 1900 to 1990. United States Census Bureau. Архів оригіналу за 19 лютого 2015. Процитовано 4 січня 2015.
4. ↑  Census 2000 PHC-T-4. Ranking Tables for Counties: 1990 and 2000 (PDF). United States Census Bureau. Архів оригіналу (PDF) за 18 грудня 2014. Процитовано 4 січня 2015.
5. ↑  State & County QuickFacts. United States Census Bureau. Архів оригіналу за 25 червня 2011. Процитовано 11 жовтня 2013.(англ.) Наведено за англійською вікіпедією.
6. ↑  American FactFinder. Бюро перепису населення США. Архів оригіналу за 21 травня 2008. Процитовано 31 січня 2008.

| США | Це незавершена стаття з географії США. Ви можете допомогти проєкту, виправивши або дописавши її. |